# Dùn

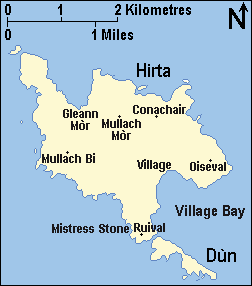
Karta över Dùn och Hirta

Dùn är en av öarna i St Kildas arkipelag. Den är cirka 1,5 kilometer lång. Namnet Dùn betyder "fort" på skotsk gaeliska, men själva fortet är numera borta. Gamla kartor visar den på Gob an Dùin, vilket är ön yttersta spets på sjösidan. 
Ön ligger nära ön Hirta. De två öarna separeras av Caolas en Duin (sundet i Dun). Detta förhindrar att Soayfåren som hålls på Hirta går ut på ön. Den har därför mer vegetation än Hirta.
Ön är istället boplats för den största kolonin av fåglar i släktet Fulmarus i familjen Stormfåglar i Storbritannien. Före 1828, var St Kilda deras enda brittiska häckningsplats, men de har sedan dess spridit sig och etablerat kolonier på andra håll, till exempel vid Fowlsheugh.
Dun, som skyddar bybukten på Hirta från de vanliga sydvästliga vindarna, var en gång förbundet med Hirta med en naturlig valvbåge. Källan MacLean (1972) anser att bågen försvann i samband med ett skepp som flydde undan den spanska armadan, men andra källor som Mitchell (1992) antar att bågen helt enkelt blev bortspolad i en av de vanliga hårda vinterstormarna.

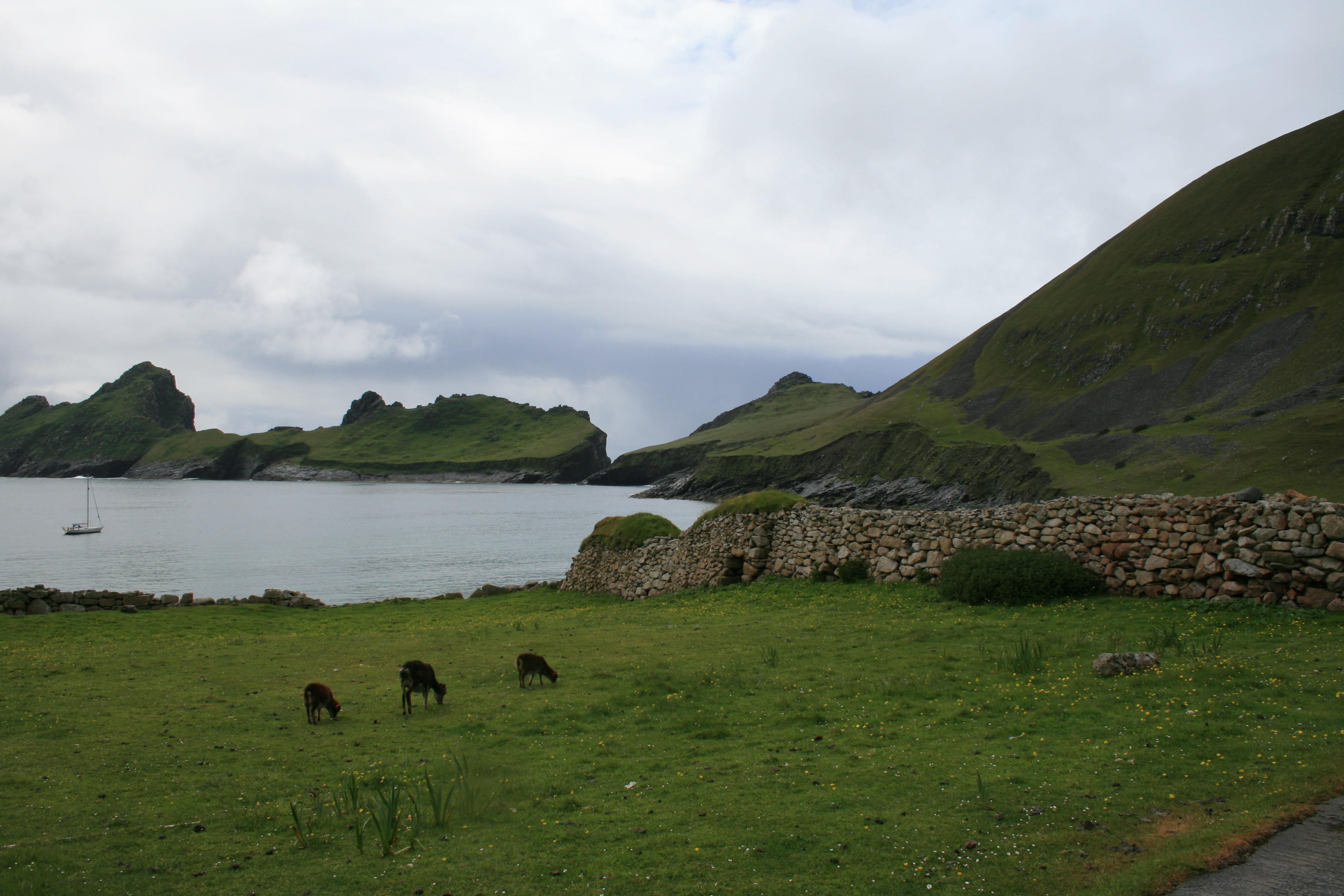
Vy från Hirta
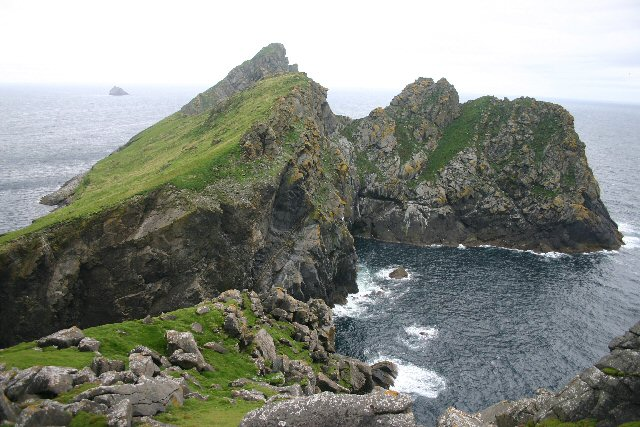
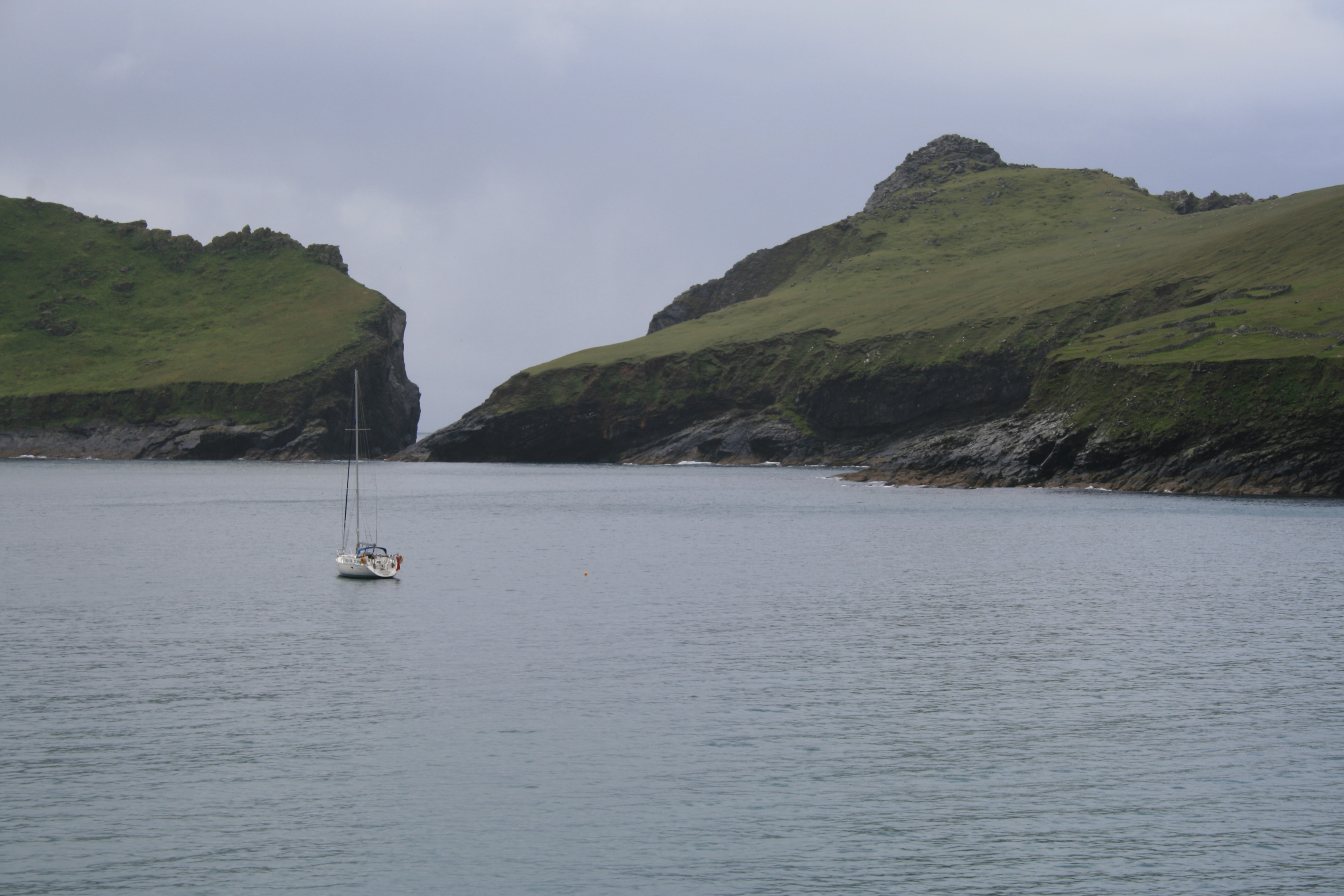
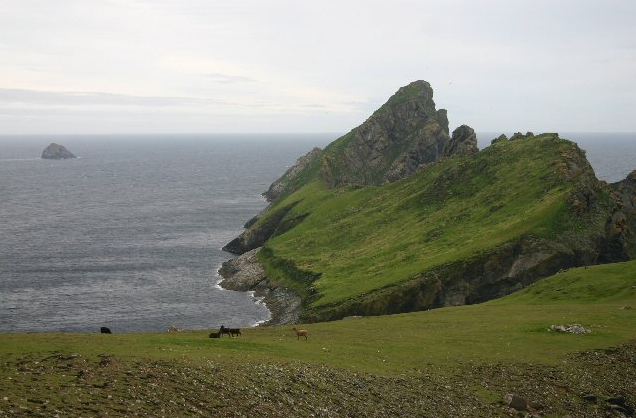
Dùn från Ruaival med Stac Levenish i bakgrunden till vänster.
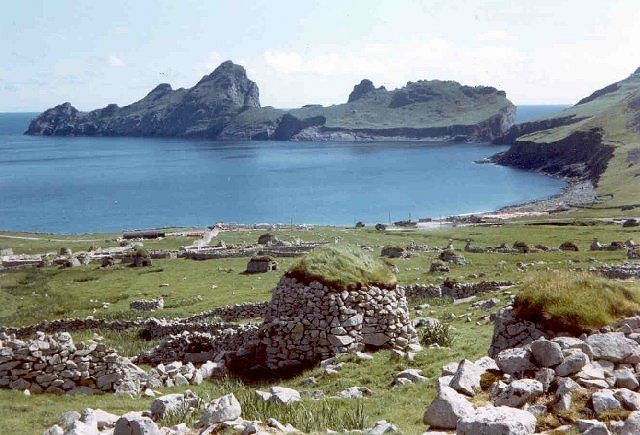
En cleit ovan bybukten på Hirta. Dùn kan ses i bakgrunden.